# Чушкали
Чушкали́ (каз. Шошқалы) — село у складі Щербактинського району Павлодарської області Казахстану. Входить до складу Шалдайського сільського округу.
Населення — 82 особи (2021; 92 у 2009, 97 у 1999, 117 у 1989).
Національний склад станом на 1989 рік:
- казахи — 74 %
- росіяни — 21 %

У радянські часи село також називалось Шошкали.